# 사무라 히로아키
사무라 히로아키(沙村 広明, さむら ひろあき, 1970년 2월 17일~)는 일본의 만화가, 일러스트레이터이다. 치바현 출신으로 타마 미술대학 유화과를 졸업했다. 월간 애프터눈에서 데뷔 시점부터 이색 시대극 무한의 주인을 시작해 2012년까지 연재했고, 지금도 그의 대표작이다. 대학 선후배 사이인 토우메 케이와 그림체를 비롯해 여러가지로 비교된다.

## 데뷔까지
초등학생때부터 장래희망은 만화가 외엔 대답하지 않았다. 미대를 가려 했지만 그림 잘그리는 사람이 너무 많으니까 미술학원에서 디자인을 공부해 타마 미술대학(多摩美術大学)에 입학했다. 유화과에 들어갔지만 유화나 물감 등의 냄새를 너무 싫어해서 적응하지 못하고 재학시절부터 만화 그리기를 본격적으로 했다. 만화연구회의 선배중에 토우메 케이가 있어서 축제 때엔 토우메가 사무라에게 여장을 시킨 적도 있다. 타마오키 벤쿄(玉置勉強)는 만화연구회 후배이고 이가라시 다이스케(五十嵐大介)와 함께 아틀리에를 쓰기도 했다.
당시는 오토모 가츠히로(大友克洋)의 영향이 강했던 시대라 사무라 역시 오토모의 영향이 노골적으로 드러났다. 대학에서 사무라의 만화를 본 팬이 오토모의 터치와 너무 유사해서 깜짝 놀랐다고 했을 정도다. 이후 데뷔한 다음에는 오토모의 색깔에서 벗어나려고 의식적으로 노력했다.
대학 선배인 야마다 레이시가 축제때 그를 보곤 코단샤 편집부에 추천해주었다. 다니자키 준이치로의 작품 문신(刺青)을 만화화한 것이 편집자의 눈에 들어 시대극으로 가자 하여 무한의 주인을 연재하게 된다. 재학 중에 데뷔한 탓에 시간이 없어 졸업작품을 친구에게 부탁해 넘어갔다고 한다.

## 무한의 주인
93년에 주간 애프터눈의 여름 콘테스트에서 무한의 주인으로 수상한 뒤 이후 연재를 시작했다. 원래 주인공이 적을 하나하나 깨나가는 활극으로 기획했으나 이후 다수의 인물이 등장하여 복잡한 이야기를 엮어나가게 된다. 이는 이치노 세키케이의 만화에 깊은 감명을 받아 생긴 변화라 한다. 무한의 주인은 97년에 문화청 미디어 예술제 만화부문에서 우수상을 받고 2002년에는 영어판이 아이즈너상 국제작품부문 최우수상을 받았다. 2008년에 애니화되었다.

## 작품
- 무한의 주인(無限の住人, 94-2013) 30권 完
- 이사(おひっこし, 2002), 단편집
- 브레드 할리의 마차(ブラッドハーレーの馬車)(05~07), 1권
- 시스터 제네레이터(シスタージェネレーター 沙村広明短編集, 2009), 단편집
- 할시온 런치(ハルシオン・ランチ, 08-2011), 2권
- 베어게르타(べアゲルター, 2011~), 1권 출판
- 봄바람의 스네그라티카(春風のスネグラチカ, 2013~2014 「マンガ・エロティクス・エフ」연재, 2014.7.1. 단행본 발간) 단권 장편